# Фулертон (Северна Дакота)
Фулертон (енгл. Fullerton) град је у америчкој савезној држави Северна Дакота.

## Демографија
По попису из 2010. године број становника је 54, што је 31 (-36,5%) становника мање него 2000. године.
| Група             | 2000.      | 2010.      |
| Белци             | 81 (95,3%) | 53 (98,1%) |
| Афроамериканци    | 0 (0,0%)   | 0 (0,0%)   |
| Азијати           | 0 (0,0%)   | 0 (0,0%)   |
| Хиспаноамериканци | 2 (2,4%)   | 1 (1,9%)   |
| Укупно            | 85         | 54         |